# Rafael Ferreira Silva
Rafael „Rafa” Alexandre Fernandes Ferreira Silva (Forte da Casa, 1993. május 17. –) Európa-bajnok portugál válogatott labdarúgó, a Besiktas középpályása.

## Pályafutása
2024. június 25-én a Beşiktaşhoz igazolt.
2022 szeptemberében bejelentette, hogy nem szerepel többet a portugál válogatottban.

## Sikerei, díjai
Portugália
- Európa-bajnok (1): 2016

## Fordítás
Ez a szócikk részben vagy egészben  a   Rafa Silva című angol Wikipédia-szócikk fordításán alapul.  Az eredeti cikk szerkesztőit annak laptörténete sorolja fel. Ez a jelzés csupán a megfogalmazás eredetét és a szerzői jogokat jelzi, nem szolgál a cikkben szereplő információk forrásmegjelöléseként.